# Крижаний дім (роман)
«Крижаний дім» (рос. Ледяной дом) — історичний роман Івана Івановича Лажечникова, виданий у Москві 1835 року.

## Сюжет твору
У романі відображений останній рік правління російської імператриці Анни Іванівни. Події твору розвиваються на тлі суперечки за вплив на імператрицю між графом А. П. Волинським і герцогом Біроном. Паралельно з політичною лінією твору йде лірична: кохання графа Волинського до молдовської княжни Маріоріци Лелеміко.

## Оцінка сучасників
Олександр Пушкін: 
| «... Поезія залишиться завжди поезією, і багато сторінок вашого роману будуть жити, доки не забудеться російська мова» |

## Переклади
Українською мовою роман був перекладений Володимиром Грунічевим. Україномовне видання твору здійснене у 1965 році видавництвом «Дніпро».